# Jean-François Gerbillon
Jean-François Gerbillon (ur. 4 czerwca 1654 w Verdun, zm. 27 marca 1707 w Pekinie), znany także jako Zhang Cheng (chiń. 張誠) – francuski uczony, misjonarz i jezuita. Działał w Chinach jako misjonarz, oprócz tego zajmowała go praca naukowa, był zainteresowany zwłaszcza matematyką, ale oprócz tego napisał kilka dzieł dotyczących topografii i kultury Dalekiego Wschodu.
Niewiele wiadomo na temat jego życia przed przystąpieniem do zakonu Jezuitów w 1670 roku. Zaraz po tym zaczął się kształcić, rozpoczynając od nauki trivium, po czym ukończył również kurs quadrivium, w czasie którego zainteresował się matematyką. Podczas pobierania nauk zainteresował się również misjami chrześcijańskimi w Chinach.  W 1685 roku wszedł w skład misji francuskiej, cieszącej się poparciem króla Ludwika XIV. Jego towarzyszami byli tak zwani Matematycy Królewscy, również jezuici: Jean de Fontaney, Louis Le Comte, Guy Tachard, Claude de Visdelou i Joachim Bouvet. Po krótkim pobycie w Syjamie, gdzie został Tachard, dotarli do Ningbo. Stamtąd jezuici udali się na dwór cesarza Kangxi do Pekinu, gdzie spotkali się z życzliwym przyjęciem monarchy. Gerbillion i Bouvet zostali nawet w stolicy, gdzie zajmowali się między innymi nauczaniem cesarza geometrii.
Po tym jak Jeanowi udało się dobrze opanować języki używane na Dalekim Wschodzie, został wysłany, wraz z innym jezuitą, Tomaszem Pereirą jako część poselstwa chińskiego do Rosji. Towarzyszyli ambasadorom cesarskim w negocjacjach z Rosjanami w Nerczyńsku, gdzie debatowali o przebiegu granic między dwoma imperiami. Rozmowy te zakończyły się w 1689 roku podpisaniem specjalnego traktatu. Później cesarz jeszcze kilkukrotnie powierzał mu podobne zadania, głównie w sprawach mongolskich. Gerbillon wziął udział w ośmiu większych poselstwach do "Ziemi Tatarów". Był na przykład członkiem poselstwa do Chałchasów, które sprawiło, że ten odłam Mongołów uznał zwierzchność chińską. Towarzyszył również wojskom chińskim które pokonały Ojratów. W czasie wypraw do Mongolii zajmował się nie tylko sprawami dyplomatycznymi ale także prowadził badania, udało mu się na przykład ustalić, na podstawie obserwacji astronomicznych i obliczeń, współrzędne geograficzne wielu różnych obiektów.
Z uwagi na szacunek jakim darzył go cesarz, Gerbillon został mianowany dyrektorem kolegium francuskiego w Pekinie, później zaś został głównym przełożonym misji chrystianizacyjnej. Kariera dyplomatyczna i naukowa nie przeszkodziła mu jednak w działalności na rzecz misji, w 1692 roku udało mu się na przykład, uzyskać edykt gwarantujący chrześcijanom wolność wyznawania swojej religii. Jego stosunki z cesarzem znacząco się jednak ochłodziły podczas wizyty legata papieskiego Charlesa-Thomasa Maillard de Tournona na dworze pekińskim. Doszło wówczas do dyskusji na temat tak zwanych rytów chińskich a Gerbillon stanął po stronie legata.
Pozostawił po sobie kilka prac z zakresu matematyki (między innymi Eléments de Géométrie z 1689 i Géométrie pratique et théoretique z 1690) oraz opisów pobytu w Chinach i podróży po ziemiach zamieszkanych przez Mongołów. Poza publikowaniem własnych prac, zajmował się także tłumaczeniem dzieł francuskich matematyków i filozofów na chiński i mandżurski.